# Плейнфілд (Коннектикут)
Плейнфілд (англ. Plainfield) — місто (англ. town) в США, в окрузі Віндем штату Коннектикут. Населення — 14 973 особи (2020).

## Демографія
Згідно з переписом 2010 року, у місті мешкало 15 405 осіб у 5726 домогосподарствах у складі 4116 родин. Було 6229 помешкань
Расовий склад населення:
| - 93,6 % — білих - 1,1 % — чорних або афроамериканців - 1,0 % — азіатів - 0,6 % — корінних американців - 0,1 % — вихідців з тихоокеанських островів - 1,1 % — осіб інших рас |

До двох чи більше рас належало 2,5 %. Частка іспаномовних становила 4,2 % від усіх жителів.
За віковим діапазоном населення розподілялося таким чином: 23,9 % — особи молодші 18 років, 63,6 % — особи у віці 18—64 років, 12,5 % — особи у віці 65 років та старші. Медіана віку мешканця становила 38,5 року. На 100 осіб жіночої статі у місті припадало 96,1 чоловіків;  на 100 жінок у віці від 18 років та старших — 94,0 чоловіків також старших 18 років.
Середній дохід на одне домашнє господарство  становив 75 195 доларів США (медіана — 67 409), а середній дохід на одну сім'ю — 85 641 долар (медіана — 74 479). Медіана доходів становила 53 288 доларів для чоловіків та 37 101 долар для жінок. За межею бідності перебувало 7,7 % осіб, у тому числі 9,1 % дітей у віці до 18 років та 11,3 % осіб у віці 65 років та старших.
Цивільне працевлаштоване населення становило 7441 особа. Основні галузі зайнятості: освіта, охорона здоров'я та соціальна допомога — 22,9 %, роздрібна торгівля — 14,2 %, мистецтво, розваги та відпочинок — 13,5 %, виробництво — 12,9 %.